# Uzuntəpə
Uzuntəpə è un comune dell'Azerbaigian situato nel distretto di Cəlilabad. Conta una popolazione di 6 150 abitanti.